# 遠藤保仁
遠藤保仁（1980年1月28日—），日本職業足球運動員，現效力日乙球隊磐田喜悅，主要司職中前衛。出身於鹿兒島縣櫻島町（今鹿兒島市），長兄遠藤彰弘曾效力神戶勝利船。他在日本國家足球隊上陣152次，排名第一。目前也於日職最佳十一人連續十次拿到該獎項，是獲得次數最多的選手，並在2008年獲得日本足球先生的殊榮，2009年更当选为年度亚洲足球先生。

## 俱樂部生涯

### 早期經歷
出生在日本鹿兒島縣櫻島町（今鹿兒島市），受到哥哥拓哉以及後來也成為球員的彰弘影響，常常在家裡院子踢足球，也會看著電視模仿全國高等學校足球選手權大會以及世界盃足球賽裡選手的踢球動作。高中就讀鹿兒島實業高等學校，得到全國高等學校足球選手權大會及高圓宮杯冠軍，也因此入選日本U16足球代表隊和日本U18足球代表隊。

### 橫濱飛翼
1998年，远藤保仁高中毕业后进入了横滨飞翼，在1998年賽季日职联赛揭幕战中，远藤保仁首发出场。在联赛第15轮横滨飞翼对阵鹿岛鹿角的比赛中，远藤打入了个人职业生涯的首个进球。
1998年賽季结束后，横滨飞翼宣告破产解散，远藤保仁选择离开球队。

### 京都不死鳥
1999年1月，远藤保仁加盟京都不死鸟，与三浦知良、朴智星、松井大辅为同期队友。
2000年賽季结束后，京都不死鸟遭遇降级，远藤保仁再度选择离开球队。

### 大阪飛腳
2001年1月，远藤保仁加盟大阪飞脚。2002年，西野朗執教大阪飞脚，远藤保仁开始成为球队主力球员。2003年，远藤保仁首次入选日本职业足球联赛年度最佳阵容。
2005年12月3日，日职联赛最后一轮大阪飞脚客场挑战川崎前锋，远藤保仁在比赛第79分钟打入一粒进球，帮助球队最终以4-2的比分战胜对手夺冠。
2006年10月，远藤保仁被确诊病毒性感染病毒性肝炎并休战，于2006年12月2日的联赛中复出。
2007年11月3日，大阪飞脚在日本联赛杯决赛中击败川崎前锋首次获得联赛杯冠军，远藤保仁在比赛中首发出场。
2008年6月底远藤再度被确诊感染病毒性肝炎。10月至11月，在亚冠联赛半决赛和决赛的四场比赛中，远藤保仁四次出场打进三球，帮助大阪飞脚成功捧杯。赛后远藤保仁当选亚足联冠军联赛年度最佳球员并获得亚洲足球先生提名。12月18日，在世俱杯半决赛的比赛中，大阪飞腳与来自英超联赛曼联相遇，远藤保仁在比赛的第85分钟取得了个人在世俱杯比赛上的首粒进球。同一年远藤保仁获选日本年度最佳球员。
2009年11月，远藤保仁被亚足联评为亚洲足球先生，成为继三浦知良、井原正巳、中田英寿、小野伸二之后第5名获得该荣誉的日本球员。
2010年1月1日，天皇杯决赛大阪飞脚对阵名古屋鲸鱼，远藤保仁在比赛中梅开二度，打入两粒进球和完成一次助攻，帮助球队卫冕天皇杯冠军。
2012年6月23日，日职联赛第15轮大阪飞脚对阵札幌冈萨多，远藤保仁第35分钟打入了个人在联赛中的第17个直接任意球进球，刷新了由三浦淳宏保持联赛直接任意球进球数记录。7月21日，东日本大震灾复兴赈灾比赛在鹿嶋体育场举行，远藤保仁以320709票的最高得票数入选日职联赛选拔队。12月1日，大阪飞脚在日职联赛最后一轮不敌磐田喜悦，位列联赛积分榜第17位，遭遇球队队史上首次降级。
2013年，远藤保仁选择留队参加日乙联赛，并被任命为球队队长。2013年赛季，远藤保仁代表大阪飞脚出战日乙联赛33场并帮助大阪飞腳夺得联赛冠军和重返日职联赛的升级资格。赛季结束后远藤保仁获选日乙联赛年度最佳球员。2013年5月，远藤保仁入选日职联赛编年史最佳阵容。
2014年11月8日，日本联赛杯决赛大阪飞脚对阵广岛三箭，远藤保仁在第38分钟助攻队友帕特里克取得进球，最终大阪飞脚以3-2的比分逆转对手夺冠。2014赛季，远藤保仁代表大阪飞脚出战联赛全部34场比赛、日本联赛杯及天皇杯赛11场比赛，帮助球队夺得包括联赛、日本联赛杯、天皇杯冠军的三冠王荣誉。赛季结束后远藤保仁当选日职联赛年度最佳球员及日本年度最佳球员。
2015年10月17日，远藤保仁在日职联赛第二阶段第14轮对阵浦和红钻的比赛中首发出场，完成了个人在联赛的500场联赛出场。12月21日，远藤保仁入选联赛年度最佳阵容，这是远藤自2003年加盟球队以来第12次入选联赛最佳阵容。
2016年10月29日，远藤保仁在日职联赛第二阶段第16轮对阵新潟天鹅的比赛中取得了个人在联赛的100个进球。
2017年4月30日，在日职联赛第二阶段第9轮大阪飞脚客场挑战横滨水手的比赛中，远藤保仁进入替补名单且没有获得登场机会，这是远藤保仁自1998年4月以来首次在联赛比赛中未能出场。
远藤保仁在本赛季超越老门将楢崎正刚，成为日职联赛历史出场王，他本赛季一共出战过11场日职的比赛，已经将数据刷新至641场。
但是，远藤本赛季虽然出战了11场，可其中只有4场是首发。而7月22日对阵广岛三箭的比赛，是他本赛季最后一次首发出战，此后他只有6次替补登场。

### 磐田喜悅
大阪飞脚正式官宣远藤保仁租借加盟磐田喜悦，租借期限到2021年1月31日，租借合同存有回避条款。
时隔2526天，远藤保仁重返日乙首发位置，代表磐田喜悦客战松本山雅。
磐田喜悦今日3-1战胜了群马草津温泉，老将远藤保仁攻入任意球帮助球队成功逆转。

## 國家隊生涯
1999年4月，远藤保仁入选日本U20足球代表队，代表球队参加第10届世界青年足球锦标赛并获得亚军。同年6月入选日本U22足球代表队的2000年悉尼奥运会预选赛大名单。
2002年11月，远藤保仁首度入选日本国家足球队。11月20日，远藤保仁在麒麟挑战杯对阵阿根廷的比赛中首次代表国家队替补登场。
2003年6月，远藤保仁参加2003年联合会杯并在三场比赛中全部首发出战。8月20日，在日本与尼日利亚的比赛中，远藤保仁取得个人在国家队中的首粒进球，帮助球队3比0获胜。
2004年7月，远藤保仁随队参加2004年亚洲杯并夺冠。
2006年，远藤保仁入选2006年世界杯日本队大名单，但没能获得出场机会。德国世界杯后从已退役的队友中田英寿接过国家队7号球衣。
2007年7月，远藤保仁在2007年亚洲杯出场6场取得1个进球。12月冈田武史就任日本国家队主教练，远藤与队友长谷部诚组成的双后腰组合成为冈田的主力阵容。
2010年，远藤保仁入选日本队2010年世界杯大名单。日本对阵丹麦的比赛中，远藤凭借一脚27米开外任意球直接破门，帮助球队3比1取胜。之后在八分之一决赛日本队对阵巴拉圭的点球大战中，远藤最先出场并罚入点球，但队友驹野友一的点球罚失，日本队最终止步于16强。本届世界杯远藤共首发出战4场比赛，打入1粒进球。同年10月12日，远藤保仁在日本队对阵韩国的比赛中首发出场，完成了个人在日本国家队的第100场国际A级比赛出场。
2011年1月，日本队夺得2011年亚洲杯冠军，远藤保仁在本届赛事的6场比赛中踢满全场。
2012年10月16日，远藤保仁代表日本国家队出战第123场国际A级比赛，刷新了先前由井原正巳所保持的国家队比赛最多出场纪录。
2014年，远藤保仁入选日本队2014年世界杯大名单，成为队中唯一一名连续三届世界杯参赛的球员。本届世界杯，远藤保仁两次在下半场替补出场。最终日本队在小组赛中遭遇淘汰。
2015年1月2015年亚洲杯，远藤保仁第4次代表国家队参加亚洲杯比赛，在4场比赛中打入1个进球。亚洲杯结束后，瓦希德·哈利霍季奇接任日本国家队主教练，新的主教练不再将远藤保仁招入国家队阵中。
截至2016年12月，远藤保仁的国家队出场数定格在152场，是日本国家队国际A级赛事最多出场纪录保持者。

## 榮譽
- 日本職業足球聯賽年度最佳球員 - 2014
- 日職最佳十一人 - 2003,2004,2005,2006,2007,2008,2009,2010,2011,2012,2014
- 日本足球先生 - 2008
- 亞洲足球先生 - 2009
- 亞冠聯賽最有價值球員獎 - 2008

## 獎項
- 世界青年足球錦標賽季軍 - 1999
- 亞洲杯足球賽冠軍 - 2004, 2011
- 日本職業足球聯賽第一級冠軍 - 2005（英语：2005 J. League）, 2014（英语：2014 J. League）
- 日本職業足球聯賽第二級冠軍 - 2013（英语：2013 J. League）
- 日本聯賽盃冠軍 - 2007（英语：J. League Cup 2007）, 2014（英语：J. League Cup 2007）
- 日本超級盃冠軍 - 2007
- 亞足聯冠軍聯賽冠軍 - 2008
- 天皇杯冠軍 - 2008, 2009（英语：2009 Emperor's Cup）

## 外部連結
- ガンバ大阪による公式プロフィール
- 遠藤保仁 オフィシャルブログ （页面存档备份，存于）
- 遠藤保仁 – FIFA國際賽競賽紀錄 (存檔)（英文）
- 『信頼する力』プロモーションサイト （页面存档备份，存于）
- 遠藤保仁プロデュースのサッカースクール 遠藤塾 （页面存档备份，存于）
- 所属事務所 11aside公式プロフィール （页面存档备份，存于）

| 前任： 杰帕罗夫 | 亚洲足球先生 2009年 | 繼任： 奧尼洛夫斯基 |